# Ljuba (ime)
Ljuba je  žensko osebno ime.

## Izvor imena
Ime Ljuba je slovanskega izvora.Nastalo je iz pridevnika ljúba, lahko pa je tudi skrajšana oblika iz slovanskih zloženih imen, ki imajo sestavljenko ljub. Taka imena so Ljubomir, Ljubomira, Ljuboslav, Ljuboslava, Slavoljub, Ljubivoj, Ljubislav.

## Različice imena
Ljubica, Ljubimka, Ljubina, Ljubinica, Ljubinka, Ljubislava, Ljubka, Ljubomila, Ljubomira, Ljubomirka, Ljuboslava, Ljuboslavica

## Pogostost imena
Po podatkih Statističnega urada Republike Slovenije je bilo na dan 31. decembra 2007 v Sloveniji število ženskih oseb z imenom Ljuba: 484.

## Osebni praznik
V koledarju je ime Ljuba zapisano skupaj z imenom Lioba; god praznuje 28. septembra (Lioba, nemška opatinja in svetnica, † 28. sep. 780).

## Zanimivost
Otto Kronsteiner, raziskovalec imenoslovja, je odkril, da je največ slovanskih oziroma alpskoslovanskih imen nastalo iz pridevnika ljub ali glagola ljubiti.  Ta imena so: Ljuba, Ljubidrag, Ljubišina, Ljubinica, Ljubita, Ljubosta, Ljubota, Ljubotun, Ljubčec, Ljubelj, Ljubnik, Ljubika, Ljubina, Ljubrej, Ljubinega, Ljubin, Ljubisem, Ljubiš, Ljubišek. Pogostnost gornjih imen pri slovanskih plemenih, ki so se borila proti bizantinski državi, je predvideval pisatel Fran Saleški Finžgar, ko je v romanu Pod svobodnim soncem poimenoval sestro glavnega junaka Iztoka z imenom Ljubinica.